# ララミー累層
ララミー累層（ララミーるいそう）は、コロラド北東に広がる白亜紀後期の地層。1876年にクラレンス・キングによって命名された 。沿岸平野と西部内陸海路の沿岸湿地の古環境を保存している 。石炭、粘土、ウラニウム、恐竜をはじめとする動植物の化石を保存している。

## 堆積学と層序学
ララミー累層はデンバー盆地の縁を取り巻くように広がる。その厚みは盆地の西側で120～150ｍ、東側で60～90ｍである。フォックスヒルズ砂岩の上、アラパホー累層の下に堆積する。この地層は、砂岩、粘土、石炭を含んでいる未命名の下層と、くすんだ色の泥岩、砂岩、薄い石炭床で構成された上層とで区分することができる。
1888年、エルドリッジはコロラド州デンバーの地層のいくつかの層序学的特徴の詳細について論文を著した。泥岩に保存された鉄鉱石のノジュールは植物化石を遺している事、いくつかの砂岩中の堆積物は西の珪質火山に由来するものである事が報告されている。

## 資源
ララミー累層に保存された石炭と粘土は経済的に重要であった。
粘土採掘は1877年にコロラド州ゴールデンの町で始められた。そして20世紀中頃まで続けられた。ほとんどの粘土は建材としてのレンガやタイルの製造に利用された。
この層から1884年から1979年にかけ、約1億3000万tもの亜瀝青炭が採掘されたと見積もられている。ほとんどが地層下部からの採掘だった。石炭層が比較的平らで穏やかに浸漬している地点では炭鉱の大部分は地下掘削であった。石炭層が垂直に急傾斜している地点ではストップ掘削が用いられ、比較的少ない面積での採掘が行われた。
ララミー累層はウラニウムの産地でもある。レイデン炭鉱は石炭採掘のついでにウラニウムも製品としていた。ウラニウムはウィールドカントリーとグローバーにかかる層の砂岩に保存されている。

## 古生物相

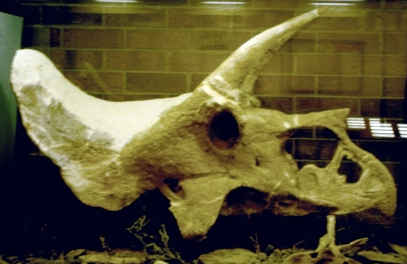
ララミー累層で発掘されたトリケラトプスの頭骨。この属ではもっとも古い時代のものである。コロラド州グリーリーのコートハウスに展示されている。

ララミー累層の化石脊椎動物１号は、1873年に コープとアメリカ地質学研究所のヘイデン所長によってアメリカ西部で見つけられた恐竜のものだった。探検のルートは、デンバー盆地の東側のバイジョークリークにかかる現在のララミー累層でコープが標本を採掘したコロラド東部を含んでいた。
コープは記載論文を書かずに三種の恐竜に名前を与えた。キノドン・アルクタトゥス Cinodon arctatus (後にキノドン・アルクタトゥス Cionodon arctatus に変えられる)、ポリオナクス・モルトゥアリウス Polyonax mortuarius、そしてアガタウマス・ミロ Agathaumas milo (後のハドロサウルス・オキシデンタリス Hadrosaurus occidentalis）。これらの標本はアメリカ自然史博物館に所蔵されている。これらの標本は非常に粗末なものだったのでもはや模式標本として有効とは考えられていない。この地層での恐竜の発見は続き、トリケラトプスのほぼ完全な頭骨や恐竜以外の脊椎動物も見つかった。

### 恐竜
| ララミー累層から報告されている恐竜類 | ララミー累層から報告されている恐竜類 | ララミー累層から報告されている恐竜類 | ララミー累層から報告されている恐竜類 | ララミー累層から報告されている恐竜類 | ララミー累層から報告されている恐竜類              | ララミー累層から報告されている恐竜類 |
| 属                                   | 種                                   | 場所                                 | 層序                                 | 標本                                 | メモ                                              | 画像                                 |
| ------------------------------------ | ------------------------------------ | ------------------------------------ | ------------------------------------ | ------------------------------------ | ------------------------------------------------- | ------------------------------------ |
| ケラトプシデス                       | C. goldenensis                       |                                      |                                      |                                      | ケラトプス類の足跡化石                            |                                      |
| ドロマエオサウルス                   | 種不明                               |                                      |                                      |                                      | ドロマエオサウルス科                              |                                      |
| cf. エドモントニア                   | 種不明                               |                                      |                                      |                                      | ノドサウルス科 (デンバーサウルスとされる事もある) |                                      |
| エドモントサウルス                   | E. annectens                         |                                      |                                      |                                      | ハドロサウルス科                                  |                                      |
| オルニトミムス                       | O. minutus                           |                                      |                                      | "部分的なメタターサル、第二～第四"   | 標本は現在失われている。                          |                                      |
| パロニコドン                         | 種不明                               |                                      |                                      |                                      |                                                   |                                      |
| テスケロサウルス                     | T. neglectus                         |                                      |                                      |                                      | テスケロサウルス科                                |                                      |
| トロサウルス                         | T. latus                             |                                      |                                      |                                      | ケラトプス科                                      |                                      |
| トリケラトプス                       | T. horridus                          |                                      |                                      |                                      | ケラトプス科                                      |                                      |
| ティラノサウルス                     | T. rex                               |                                      |                                      |                                      | ティラノサウルス科                                |                                      |